# 271 TCN
271 TCN là một năm trong lịch La Mã.